# As Três Maçãs
As três maçãs é um conto da coletânea As Mil e uma Noites. Pode ser considerado uma história de “mistério de assassinato quintessencial”, só que, em vez de Jafar partir para a investigação do crime como no romance policial clássico, o mistério é solvido por um jogo de acasos e coincidências.
Ao final da narrativa, o vizir Jafar conta uma sub-história (história de segundo nível), mas que figura na obra como se fosse uma história de primeiro nível independente, “Os vizires Nuruddin Ali, do Cairo, e seu filho Badruddin Hasan, de Basra”

## As três maçãs
O califa Harun Arrasid e seu vizir Jafar descem à cidade para “ouvir as novidades”. Um pescador reclama que não conseguiu pescar nada, e o califa propõe que lance a rede outra vez no rio Tigre, pois ele comprará “por cem dinares qualquer coisa que a rede pegar”. O pescador “pesca” um baú pesado e trancado no qual encontram “uma jovem na flor da idade assassinada e com o corpo retalhado”.
O califa determina que seu vizir descubra o assassino, do contrário ele e sua família serão enforcados. O vizir, que não é nenhum “perito em assassinatos”, entrega sua sorte ao destino e acaba decepcionando o califa. 
Quando o vizir vai ser enforcado, um jovem se apresenta como o assassino e conta que, estando sua mulher adoentada, ela desejou comer uma maçã. Não a encontrando na cidade, o jovem teve que viajar até Basra onde comprou três maçãs do pomar do califa. De volta da viagem, estando em sua loja, encontrou um escravo com uma das maçãs trazidas, que declarou tê-la ganhado de sua namorada. “Fui visitá-la hoje e a encontrei doente e com três maçãs. Ela me contou que o corno do marido dela viajou meio mês para comprá-las.” Ao chegar em casa, o marido dá pela falta de uma das maçãs e, enfurecido com o suposto adultério, mata a esposa, enfia-a no baú e o lança no rio Tigre. 
Mais tarde, seu filho confessa que pegou a maçã e, ao descer para o mercado, um escravo negro a surrupiou. Embora o menino contasse o trabalho que seu pai teve para obter aquela fruta, o escravo não a devolveu. O califa então ordena que Jafar localize aquele escravo para ser punido pelo crime, senão o vizir terá seu pescoço cortado. Outra vez, Jafar desanima e, ao se despedir de uma das filhas, preparando-se para morrer, sente no bolso da menina algo arredondado. Era a tal maçã, e a filha conta que “foi trazida por nosso escravo Rayhan”. O escravo confessa que roubou a maçã de um menino na rua. Jafar conduz o escravo ao califa, que, impressionado com essas coincidências, em vez de se enfurecer, dá fortes gargalhadas. Jafar conta então uma história e pede que, caso o califa a considere ainda mais espantosa do que os fatos ocorridos, perdoe seu escravo.
"As três maçãs" é um conto lúgubre, com ações exageradamente cruéis do próprio 'Comendador dos Crentes', o califa local [...], um crime hediondo e um desfecho que nos traz um certo dilema moral na definição da culpa: se ela é única ou compartilhada, e pior, se os culpados realmente vão sair impunes.” 

## Os vizires Nuruddin Ali, do Cairo, e seu filho Badruddin Hasan, de Basra

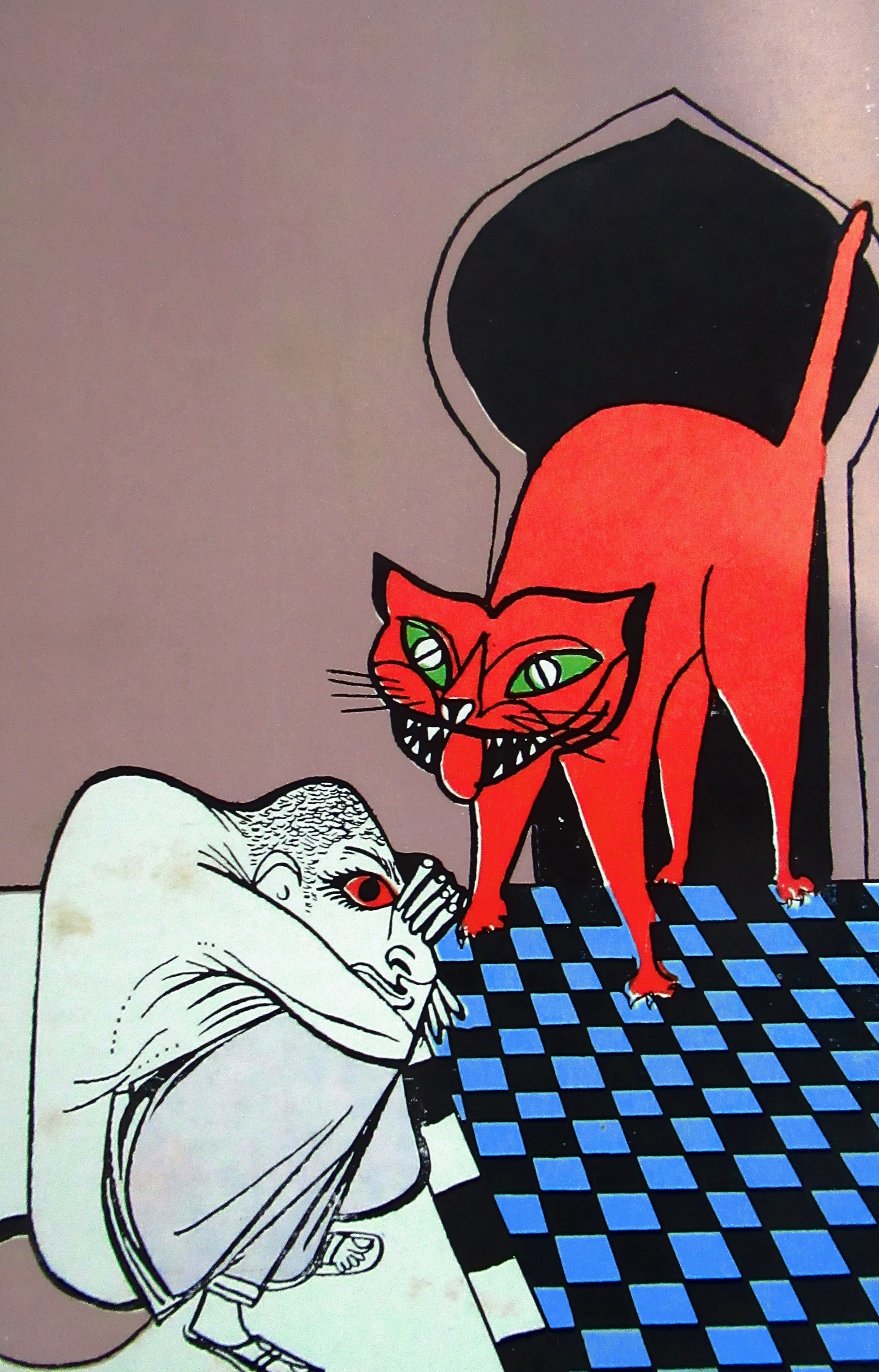
Gênio em forma de gato assustando o corcunda na privada. Ilustração de Aldemir Martins para a edição de As Mil e Uma Noites da Editora Saraiva de 1961.

Esta é a história contada por Jafar. O vizir do sultão do Egito tinha dois filhos – Samsuddin (“sol da fé”) Muhammad e Nuruddin (“luz da fé”) Ali. Quando ele morreu, eles o sucederam, revezando-se no vizirato. Certa vez, o mais velho propôs que se casassem com duas irmãs no mesmo dia, engravidassem a mulher na mesma noite, de modo que teriam seus filhos no mesmo dia, um menino e uma menina, que viriam a se casar. Mas os dois se desentendem em torno do dote desse futuro casamento, e Nuruddin, encolerizado, vai embora, saindo sem rumo pelo mundo, e acaba chegando em Basra, onde se casa com a filha do vizir local, com quem tem um filho, Badruddin (“plenilúnio da fé”) Hasan. 
Por predestinação e vontade divina, no mesmo dia do matrimônio de Nuruddin, seu irmão Samsuddin no Cairo também se casa e, na mesma noite, engravida a mulher, tendo uma filha, Sittulhusni.
Quando Nuruddin, que acabou se tornando vizir de Basra, morre, o sultão se desentende com seu filho Badruddin, que foge. Na fuga, adormece num cemitério. Nesse ínterim, o sultão do Egito pede a filha de Samsuddin em casamento, mas este responde que “minha filha está guardada, prometida para o primo”. O sultão, enfurecido, ordena que ela se case com um corcunda horroroso, mas um casal de gênios, deparando com Badruddin adormecido no cemitério, transporta-o até o Cairo e faz com que tome o lugar do corcunda no leito nupcial e engravide a prima. No fim da noite, os gênios o levam embora e abandonam na cidade de Damasco, onde acaba virando um cozinheiro. Mas ele esqueceu no quarto da prima seu turbante com uns papéis costurados no forro que permitem que seja identificado. “Você porventura sabe quem a desvirginou, minha filha? Por Deus que foi o seu primo, filho do seu tio paterno.”
O filho gerado dessa união efêmera, Ajib, cresce, e um dia os colegas de escola zombam dele por não saber quem é seu pai. Por isso, sua mãe, Sittulhusni, e seu avô, Samsuddin, resolvem sair mundo afora à procura de Badruddin, que acaba sendo localizado em Damasco.